# Ad Roest
A.G.M. (Ad) Roest (Amsterdam, 1948) is een Nederlandse politicus.

## Biografie

### Loopbaan
Roest was al vroeg een ondernemer met een eigen rijwielbedrijf, André Roest BV in Venlo. In 1993 verkocht hij zijn zaak en werd algemeen directeur van het internationale inkoop en retail fietsbedrijf Veloring GmbH & CoKG. In 2003 werd het bedrijf overgenomen door Euretco Breda, later Biretco, waar Roest van 2005 tot 2013 manager was voor de Belgische en Duitse markt. Zijn ervaring in de Duitse markt zette hij vanaf 2013 in voor bedrijven als Dynamo Retail Group en als interim commercieel manager bij Multicycle waarna hij met pensioen ging.

### Politieke loopbaan
Roest werd in 2015 voorzitter van Lokaal-Limburg. Van mei 2018 tot juli 2021 was hij namens EENLokaal wethouder van financiën, vastgoed en grensoverschrijdende samenwerking in Venlo. Op 2 juli 2021 werd hij namens Lokaal-Limburg benoemd tot lid van de Gedeputeerde Staten van Limburg. Als gedeputeerde had hij in zijn portefeuille financiën, treasury, bedrijfsvoering, toezicht gemeentefinanciën, subsidiebeleid, aanbestedingsbeleid, interbestuurlijk toezicht, uitgifte grond in erfpacht en was hij de 6e plv. cdK. Op 22 juni 2023 nam hij afscheid als gedeputeerde van Limburg en ontving hij de Gouverneurspenning.

### Privéleven
Roest is geboren in Amsterdam en getogen en woonachtig in Venlo. Hij is getrouwd, heeft drie kinderen en vier kleinkinderen.